# Persone di nome Youssef
| Questa pagina contiene informazioni ricavate automaticamente dalle voci biografiche con l'ausilio del template Bio e di un bot. L'aggiornamento è periodico e automatico e ricostruisce completamente la pagina. Se manca una persona in questa lista, sei pregato di non aggiungerla, ma accertati piuttosto che la sua voce biografica contenga il template Bio e che i dati anagrafici siano correttamente compilati. Se il template Bio manca, inseriscilo tu stesso o, in alternativa, metti l'avviso {{tmp\|Bio}} che ne segnala la mancanza. Se i dati riportati sono sbagliati, correggi direttamente la voce biografica; le modifiche saranno visibili in questa lista entro pochi giorni. Per chiarimenti vedi il progetto antroponimi. La lista contiene solo le 52 persone che sono citate nell'enciclopedia e per le quali è stato implementato correttamente il template Bio. Pagina aggiornata al 6 ago 2025. |

Questa è una lista di persone presenti nell'enciclopedia che hanno il nome Youssef, suddivise per attività principale.

## Allenatori di calcio(4)
- Youssef Adnane, allenatore di calcio e ex calciatore francese (Mulhouse, n. 1985)
- Youssef Fertout, allenatore di calcio e ex calciatore marocchino (Casablanca, n. 1970)
- Youssef Mohamad, allenatore di calcio e ex calciatore libanese (Beirut, n. 1980)
- Youssef Safri, allenatore di calcio e ex calciatore marocchino (Casablanca, n. 1977)

## Arcivescovi cattolici(3)
- Youssef El Khazen, arcivescovo cattolico e patriarca cattolico libanese (Ajaltoun, n. 1791 - Dimane, † 1854)
- Youssef Halib, arcivescovo cattolico libanese († 1647)
- Youssef Boutros Hobaish, arcivescovo cattolico e patriarca cattolico libanese (Sahel Aalma, n. 1787 - Dimane, † 1845)

## Artisti(1)
- Youssef Nabil, artista e fotografo egiziano (Il Cairo, n. 1972)

## Attori(1)
- Youssef Hajdi, attore francese (Tarascona, n. 1979)

## Calciatori(23)
- Youssouf Agnaou, ex calciatore marocchino (Ajmou-n'Ait-Ali-ou-Hasso, n. 1984)
- Youssef Al-Suwayed, ex calciatore kuwaitiano (n. 1958)
- Youssef Amyn, calciatore iracheno (Essen, n. 2003)
- Youssef Aït Bennasser, calciatore marocchino (Toul, n. 1996)
- Youssef Chermiti, calciatore portoghese (Santa Maria, n. 2004)
- Youssef Chippo, ex calciatore marocchino (Rabat, n. 1973)
- Youssef El Akchaoui, ex calciatore marocchino (Dordrecht, n. 1981)
- Youssef El Jebli, calciatore olandese (Utrecht, n. 1992)
- Youssef El-Arabi, calciatore marocchino (Caen, n. 1987)
- Youssef En-Nesyri, calciatore marocchino (Fès, n. 1997)
- Youssef Haraoui, ex calciatore algerino (Algeri, n. 1965)
- Youssef Obama, calciatore egiziano (Alessandria d'Egitto, n. 1995)
- Youssef Kaddioui, calciatore marocchino (El Jadida, n. 1984)
- Youssef Kalfa, calciatore siriano (Hama, n. 1993)
- Youssef Maleh, calciatore marocchino (Castel San Pietro Terme, n. 1998)
- Youssef Mariana, ex calciatore marocchino (Marrakech, n. 1978)
- Youssef Maziz, calciatore francese (Thionville, n. 1998)
- Youssef Msakni, calciatore tunisino (Tunisi, n. 1990)
- Youssef Rabeh, calciatore marocchino (Rabat, n. 1985)
- Youssef Rossi, ex calciatore marocchino (Casablanca, n. 1973)
- Youssef Sekour, ex calciatore marocchino (Istres, n. 1988)
- Youssef Snana, calciatore tunisino (n. 2004)
- Youssef Toutouh, ex calciatore danese (Copenaghen, n. 1992)

## Cestisti(4)
- Youssef Abbas, cestista egiziano (Abu Zaabal, n. 1920 - Mar Mediterraneo, † 1956)
- Youssef Abou Ouf, cestista egiziano (Il Cairo, n. 1924 - Il Cairo, † 1989)
- Youssef Gaddour, ex cestista tunisino (Monastir, n. 1990)
- Youssef Shousha, cestista egiziano (Alessandria d'Egitto, n. 1993)

## Dirigenti sportivi(1)
- Youssef Mokhtari, dirigente sportivo e ex calciatore marocchino (Beni Sidel, n. 1979)

## Giocatori di calcio a 5(1)
- Youssef El-Guir, ex giocatore di calcio a 5 belga (n. 1970)

## Karateka(1)
- Youssef Badawy, karateka egiziano (n. 2001)

## Patriarchi cattolici(5)
- Youssef Absi, patriarca cattolico siriano (Damasco, n. 1946)
- Youssef Boutros Dergham El Khazen, patriarca cattolico libanese (Ghosta - † 1742)
- Youssef Boutros Estephan, patriarca cattolico libanese (Ghosta, n. 1729 - Ghosta, † 1793)
- Youssef Rizzi, patriarca cattolico libanese († 1608)
- Youssef Boutros Tyan, patriarca cattolico libanese (Beirut, n. 1760 - Qannubin, † 1820)

## Patrioti(1)
- Youssef Karam, patriota, condottiero e letterato libanese (Ehden, n. 1823 - Resina, † 1889)

## Poeti(1)
- Youssef Rzouga, poeta tunisino (Ksour Essef, n. 1957)

## Rapper(3)
- Lartiste, rapper e cantante marocchino (Imintanoute, n. 1985)
- Rival Capone, rapper belga (Bruxelles, n. 1974)
- Sefyu, rapper francese (Parigi, n. 1981)

## Schermidori(1)
- Youssef Hocine, ex schermidore francese (Melun, n. 1965)

## Scrittori(1)
- Youssef Ziedan, scrittore e islamista egiziano (Sohag, n. 1958)

## Tuffatori(1)
- Youssef Selim, tuffatore egiziano (Il Cairo, n. 1997)